# すずきあすか
すずき あすか は、日本の声優、ナレーター、女優、歌手、タレント。フリーランス。愛称は「あすにゃん」。

## 経歴
※出典
小学校時代から劇団に所属し、演技・歌・ダンスを学ぶ。
現在は、女優としてだけでなく、声優やナレーターとして声の仕事にも数多く出演。
その他、歌手やモデル、MC、インフルエンサーなど活動分野は多岐にわたる。

## 受賞歴
- 声優能力検定「第2回声優コンテスト」優秀賞２部門受賞

## 出演

### ナレーション
AINZ&TULPE／AXA／アサヒ／朝日火災／朝日新聞／@cosme／Adecco／AVIVA／Amazon／EPARK／ISETAN／イトーヨーカドー／H.I.S／エースコンタクト／SBI／NTT／EPSON／大塚製薬／オリコカード／学生生活110番／河合塾／川口組／キッコーマン／京セラ／KIRIN／近畿大学／KUMON／クレディセゾン／厚生労働省／講談社／産業能率大学／SUNTORY／GMOイプシロン／JA／JCBカード／四国電力／シャトーメルシャン／JALカード／JCB／JOYSOUND／ジョンソン・エンド・ジョンソン／シルバニアファミリー／SUUMO／スクロール／Starbucks／スマイルゼミ／住友不動産／生協パルシステム／西武そごう／ゼクシィ／総務省／SONY／ソニー損保／SoftBank／SOMPO／大日本印刷／大和証券／タウンワーク／TIS／dTV／東京スカイツリー／東京トヨペット／東洋交通／TOYOTA／Tropicana／ニコニコ動画／日経／日興製薬／日産／ニトリ／日本自動車連盟(JAF)／ネイティブキャンプ／ネオキャリア／Panasonic／パルコカード／PRTIMES／日立製作所／ピッコマ／ヒューマンアカデミー／HUAWEI／Fit Boxing／婦人画報社／Hulu／HOME'S／HONDA／マルイ／丸亀製麺／マルゼン／三井のすまいLOOP／三越伊勢丹／三菱地所／三菱電機／三菱UFJモルガン・スタンレー証券／ミヨシ油脂／明治安田生命／Yahoo!／ヤマダイ／山梨県立リニア見学センター／横浜市／ライフネット生命／LINE／楽天／ラクマ／LIXIL／リクナビ／レアジョブ英会話

### ゲーム・スマートフォンアプリ
- 株式会社タイトー「電車でGO!!」英語版　二葉CV
- copan「古の女神と宝石の射手」アーテ 他20以上のCV
- 株式会社SEEC　放置育成ゲームシリーズ「黒雪姫」「日本人形」「週刊マイドール」「拘束巫女 君頼み篇」CV
- 株式会社web拍手｢密室からの脱出｣｢電池長持ち２｣｢マッチ棒パズル♪｣柏木しずくCV
- 「制服アラーム女子高生ver」蓮田羽那CV
- スタジオミズメ「ミスティック」ミトCV

### オーディオドラマ・ドラマ（声のみ）
- シアター130(ラジオ日本)｢準備のいい女｣｢夕陽の沈む向こう側｣主演
- Jump to the 90's(ミュージックバード)ラジオドラマ 主演多数
- ライトハンド 全20話 ヒロイン
- 鳳神ヤツルギ3（千葉テレビ）ヒロイン天神キサラの声
- 品川区ご当地ヒーロー「クレイヴァルス：Project K-7」リファ役
- ソイカレ～私がイケメンと添い寝する30の方法～（UULA）第8話 元カノ

### ドラマ・再現ドラマ
- 釣りバカ日誌～新入社員 浜崎伝助（テレビ東京）鈴木建設社員
- デスノート（日本テレビ）捜査員
- 松本清張スペシャル 一年半待て（フジテレビ）高森滝子のファン
- 土曜ワイド劇場 臨場する女（テレビ朝日）警察官
- 食の軍師（TOKYO MX）レストランの客
- ザ！世界仰天ニュース（日本テレビ）
- 行列のできる法律相談所（日本テレビ）
- 中居正広の金曜日のスマたちへ（TBS）
- ビートたけしのTVタックル（テレビ朝日）
- テレビ未来遺産 人間とは何だ･･･！？（TBS特番）
- くりぃむしちゅーのハナタカ！優越館（テレビ朝日）
- 中居正広のミになる図書館（テレビ朝日）
- とくダネ！（フジテレビ）
- 起笑転結（日本テレビ）

### 映画
- 城定秀夫監督「アルプススタンドのはしの方」ウグイス嬢（声の出演）
- 宮藤官九郎監督「TOO YOUNG TOO DIE! 若くして死ぬ」
- 大根仁監督「SCOOP!」
- WASEDA PEACE FESTIVAL上映「なないろ日和」主演
- 日比谷公会堂「介護甲子園」OPムービー主演

### 舞台・朗読劇
- ミュージカル家なき子（劇団ひまわり）人形
- サンタクロースが歌ってくれた(演劇ユニットパラレロニズム)有島小夜子
- 要迷酒朗読の会～情～｢アイ・ヘイト・ユー｣主演
- リーディングライブUBUGOE Vol.6（折笠富美子さん、フルポン村上さん共演）

### 歌
- PS4「太鼓の達人 セッションでドドンがドン！」のDLC「ドンだーパックVol.22」収録曲『１４２トキノワタリドリ』歌唱担当
- 代々木公園「ベトナムフェスティバル」シンガーゲスト
- 昭和歌謡ライブ「FLEUR!」（槇みちるさん、マイコーりょうさん共演）
- 2時間カバー曲ライブ「すずきあすかのゆるうたらいぶ」

### モデル
- EPSONアクアパーク品川 公式サイト
- ことりっぷ
- 女神のマルシェ（日本テレビ）
- ソレダメ！～あなたの常識は非常識!?～（テレビ東京）
- 健康カプセル！ゲンキの時間（TBS）
- 林修の今でしょ！講座（テレビ朝日）

### パーソナリティ・MC
- ラジオ「岩澤居待happy-go-lucky」（全国コミュニティＦＭ）パーソナリティ（2011～2019）
- ラジオ「すずきあすかのハタチゼンゴ。」（アダチ区民放送局）パーソナリティ
- 下北FM「アイドルライブ情報部」MC
- 銀座TSビル「東北物産展応援チャリティライブ銀座」MC
- Akiba.TV「ATS」パーソナリティ、「神田祭 the LIVE」MC
- 埼玉県宮代町「みやしろハロウィンパーティー」総合司会
- なかの芸能小劇場「笑いの輪」MC

### 雑誌
- Nゲージ雑誌「N.（エヌ）」
- saita mook 最新ヘアオーダーカタログ
- フリーペーパー mobile TANOSHII

### その他
- セリフで覚える！ 声優英単語帳〔基礎編〕英単語の音声
- japanese-lesson.com にほんごのおべんきょう 音声
- ラジオCD すずきあすかのハタチゼンゴ。あすかのＴＰＴ
- ガキの使いやあらへんで！
- 白猫プロジェクト TVCM
- ブレイブフロンティア TVCM・ポスター
- グランブルーファンタジーTVCM
- ファブリーズ TVCM

他）企業VP、ハンドモデル、など多数